# Promachus painteri
Promachus painteri är en tvåvingeart som beskrevs av Stanley Willard Bromley 1934. Promachus painteri ingår i släktet Promachus och familjen rovflugor. Inga underarter finns listade i Catalogue of Life.